# GraphPad Prism
GraphPad Prism ist eine kommerzielle Statistiksoftware veröffentlicht von der Graphpad Software, Inc. Die Software ist verfügbar für Windows und Macintosh. Prism ist ausgerichtet an den statistischen Anforderungen der Lebenswissenschaften (Life Sciences).

## Hauptfunktionen
- Lagemaßvergleiche: t-Test, einfache Varianzanalyse und zweifache Varianzanalyse mit Post-hoc-Tests, unter anderem der Dunn’s Test[2]
- Lineare, nichtlineare und Deming-Regression
- Methodenvergleich mit Hilfe von Bland-Altman-Diagrammen,
- Lebensdaueranalyse mit Hilfe des Kaplan-Meier-Schätzers und -Diagramms
- Extremwert- bzw. Ausreißeranalyse[3] im Bereich Varianzanalyse und Regression
- Residuenanalyse: Tests auf Normalverteilung und Varianzhomogenität
- Statistik-Expertensystem: Das Hilfesystem unterstützt den Analyseprozess durch Fehlerchecklisten und Auswahlhilfen
- Live Links: Alle Graphen und Analysen aktualisieren sich bei der Änderung in den Datentabellen automatisch
- Graphen mit automatischen Fehlerbalken als Standardabweichung, Standardfehler oder Konfidenzintervall.

## Publizierte Reviews der Software Prism
- GraphPad Prism for Mac: statistics software review. bei MacStats
- Prism Statistical Software From GraphPad. bei Biocompare, 2006.
- Jonathan M. Gitlin: Minireview: GraphPad Prism for OS X. bei Ars Technica, 2008.
- Morgan, Walter T.: A Review of Eight Statistics Software Packages for General Use. In: American Statistician, 1998, Vol. 52, No. 1, S. 70–82. (jstor 2685572)